# Thamud

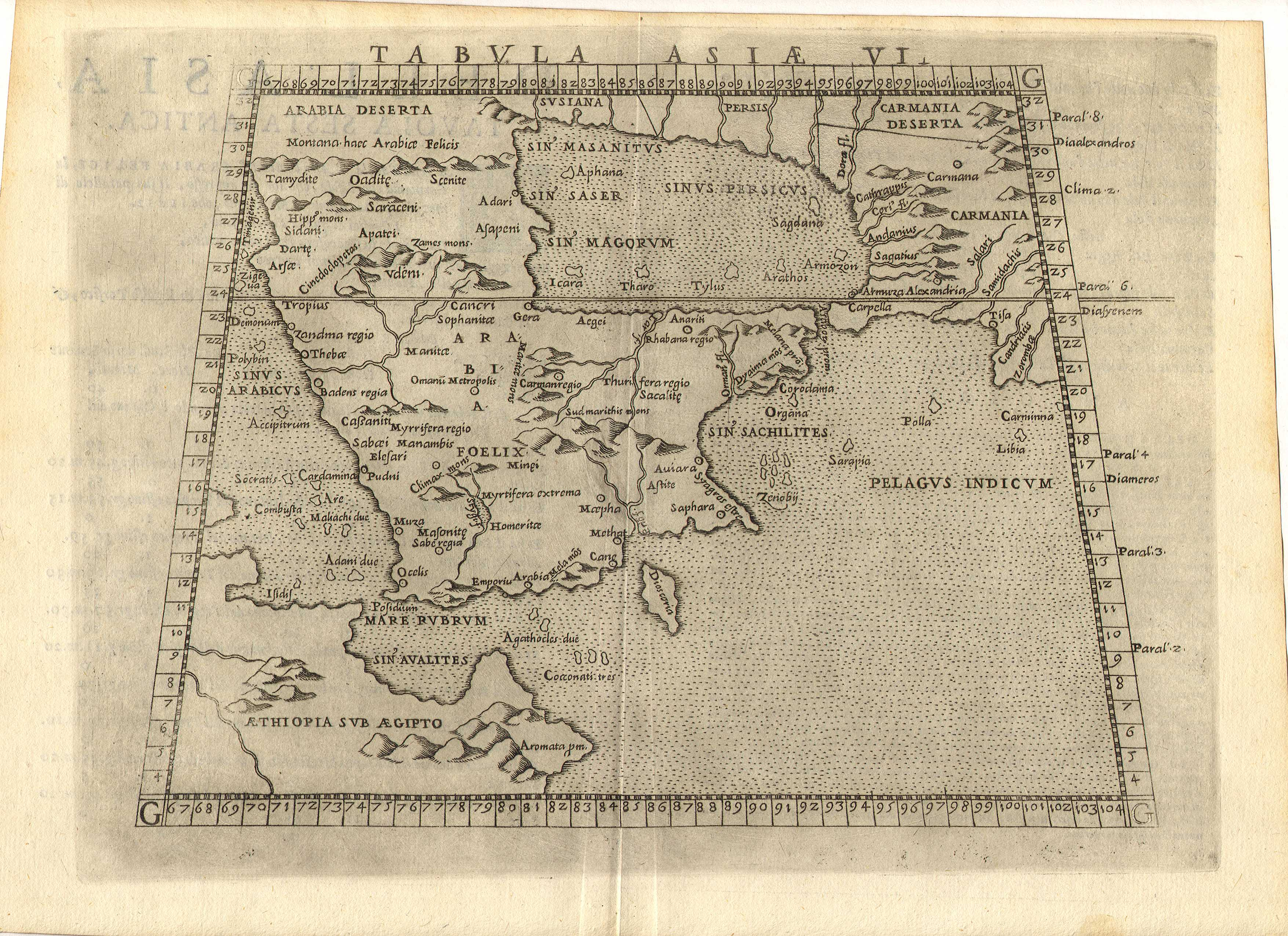
Mapa de la península aràbiga.

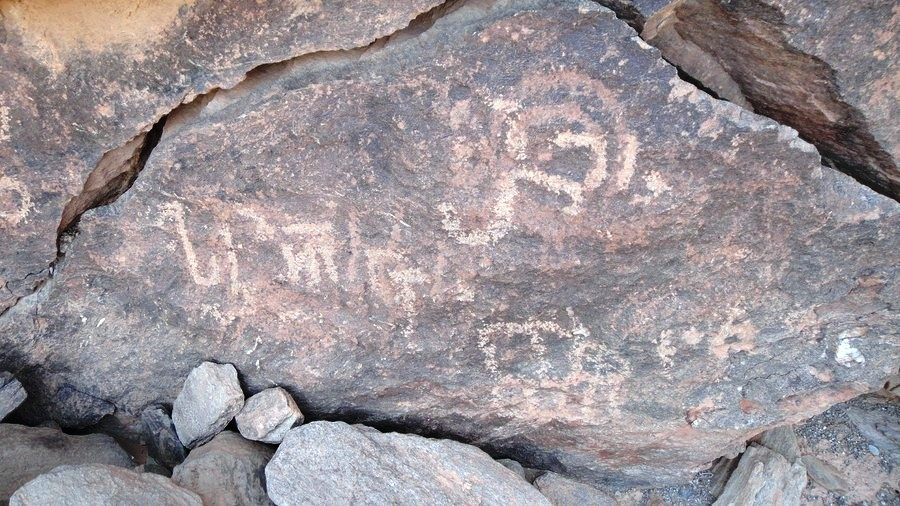
Restes de la tribu.

Els Thamud (àrab: ثَمُوْد, Ṯamūd) o thamudins van ser una antiga tribu àrab o confederació tribal que va ocupar el nord-oest de la península Aràbiga entre finals del segle viii aC, quan es testimonien en fonts assíries, i el segle V dC, quan servien com a auxiliars romans. El regne de Thamud va ser el primer regne existent a la península Aràbiga, segons fonts assíries i romanes. La tradició àrab sosté que el regne de Thamud va ser destruït per Déu. No tenia cap llei escrita, però el líder tribal feia el paper de governant. Els Thamud s'esmenten a les fonts contemporànies mesopotàmiques, clàssiques i àrabs, incloses les inscripcions en un temple erigit a la dècada de 160 per al déu lh, pels mateixos Thamud. És possible que diversos grups no relacionats prenguessin el nom de Thamud; probablement parlaven àrab antic. Els Thamud no estan especialment connectats amb les escriptures thamúdiques, un terme agregat per als sistemes d'escriptura poc estudiats de l'antiga Aràbia.
L'Alcorà esmenta els Thamud com un exemple d'un antic poble politeista que va ser destruït per Déu pels seus pecats. Segons l'Alcorà i la tradició exegètica islàmica, els Thamud eren una de les primeres tribus àrabs que van rebutjar el missatge del profeta Salih. Quan van tallar els isquiotibials d'una camella que Déu els havia fet baixar, malgrat les advertències del profeta, van ser aniquilats, excepte Sàlih i uns quants membres de la tribu justa.